# Stenogymnocnemia angusta
Stenogymnocnemia angusta is een insect uit de familie van de mierenleeuwen (Myrmeleontidae), die tot de orde netvleugeligen (Neuroptera) behoort. 
Stenogymnocnemia angusta is voor het eerst wetenschappelijk beschreven door New in 1985.